# 新・たかじんが来るぞ
『新・たかじんが来るぞ!』（しん・たかじんがくるぞ）は、毎日放送（MBSテレビ）で1991年4月9日から1994年3月まで放送されたバラエティ番組。略称は『新たか』（しんたか）で、新野新とやしきたかじんの冠番組。
毎日放送のほか、CSチャンネルのGAORAでも遅れネットで放送されていた。

## 概要
放送作家の新野新と歌手・タレントのやしきたかじんが、芸能界の話題などについて論じていた番組である。収録は毎日放送千里丘放送センターのスタジオで行われていた。
番組タイトル冒頭の『新』とは出演者の新野新のことであり、『たかじんが来るぞ!』という前身番組が存在したわけではない。新野はコメンテーターとしての出演が主で、番組の進行・メインはたかじんであり、敢えて紛らわしいタイトルにしたとも考えられる。また、たかじんのエッセイ本『たかじんが来るぞ!』とも無関係である。
神奈川県横浜市にある放送ライブラリーには、この番組の記録映像が1本だけだが保存されている。

## 放送時間
いずれもJST、毎日放送での放送時間。
| 期間                   | 放送時間                                                                    |
| ---------------------- | --------------------------------------------------------------------------- |
| 1991年4月 - 1992年9月  | 火曜日 23:50 - 25:15                                                        |
| 1992年10月 - 1994年3月 | 火曜日 23:50 - 24:50 『テレビのツボ』の放送開始に伴い、放送枠が60分に縮小。 |

## 出演者
- 新野新
- やしきたかじん
- 北野誠
- ハイヒールモモコ
- 吉田清
- 桂坊枝
- 加藤康裕（当時毎日放送アナウンサー） - 主に「途中まで生テレビ」の進行役を担当。
- 千葉猛（毎日放送アナウンサー） - 主に「途中まで生テレビ」の進行役を担当。
- 石田敦子（当時毎日放送アナウンサー） - アシスタントを担当。
- 青木直子 - アシスタントを担当。
- ほか

## スタッフ
- 企画 - 銀盆の役者
- 構成 - 吉田清、藤田智信、清水幸浩、鹿島我
- 協力 - 大阪東通、シネブレーン、ウエルカム、おふぃすまどか、SAプロ、パブリシティナック、アーチェリー
- AD（アシスタントディレクター） - 鎌迫敏弘（エックスワン）、武田浩治（MBS）
- 取材ディレクター - 繁澤公、梅景泰利、菅剛史
- ディレクター - 杉浦徹
- プロデューサー - 越坂哲司
- 制作 - 斎藤努（MBS）
- 制作協力 - P.I.S
- 制作著作 - 毎日放送

## 主な企画
看板企画はテレビ朝日『朝まで生テレビ!』をパロディ化した「途中まで生テレビ」で、本家『朝生』と同様に月に1回のペースで行われていた。この企画は、たかじんがゲストのタレント・政治家・ジャーナリストたちとともに社会問題や芸能界の話題の出来事などについて討論するというもので、放送禁止用語満載の激論を飛ばすなど『朝生』とは比べ物にならないほどの過激な展開を繰り広げていた。この企画とコンセプトが似た番組に、後年たかじんが司会を務めていた読売テレビの『たかじんのそこまで言って委員会』がある。
また、『2時のワイドショー』（かつて読売テレビが制作していた全国ネット番組）のパロディ企画として、放送作家の吉田清（当番組終了後の2001年に急逝）をコメンテーターに据えた「夜のワイドショー」を随時放送。「天童よしみの目指せ紅白出場」「桂坊枝の包茎手術」「風俗情報特集」「（たかじんが愛好する）旭ポンズ特集」「関西芸人の裏側特集」など、関西ならではのマニアックな企画を組んでいた。ちなみに天童は、「目指せ紅白出場」を放送していた1993年に、『第44回NHK紅白歌合戦』へ初出場。2回目の出場になった1997年の『第48回NHK紅白歌合戦』以降は毎年出演するまでになっている。
2014年12月16日にNHK総合テレビ・NHKラジオ第1で放送された『わが心の大阪メロディー』にて天童が「やっぱ好きやねん」を歌う際、同年亡くなったたかじんとの思い出として、1992年に放送された「炎の歌姫 天童よしみプロジェクト 大スターへの道」の一部（天童がジョギングやエアロビクスをしたり、うさぎの着包みを着て熱唱するなど）が流された。
MBSテレビが『テレビのツボ』を当番組の後に放送していた時期には、「テレビ業界ぶった斬りシリーズ」において、同番組のパロディで『テレビのドツボ』という企画を放送。桂坊枝が「チャンネル君」（『テレビのツボ』で在阪局のチャンネルごとに当日放送された番組の面白いポイントを調査・報告する役回り）に扮したうえで、「関西人が好きな番組」と「嫌い（不要）な番組」をたかじん流に斬っていた。ちなみに、「好きな番組」の1位には、『たかじんnoばぁ〜』（当時読売テレビで放送されていたたかじんの冠番組）を選出。同番組の収録中のエピソードを紹介していた。当番組の終了後には、『たかじん胸いっぱい』（関西テレビで放送中のたかじんの冠番組）で、当企画に似たコンセプトで「テレビ事業仕分け」を放送している。
予算が無く、たかじんが特大パネル1枚と指し棒とマジックインキを使いながら、年末年始や選挙特番の視聴率、ハワイ旅行の顛末などについて延々と1人で1時間喋り続ける（たかじんが得意としたいわゆる「パネル芸」）企画を頻繁に実施していた。